# Dekanat VII – Najświętszej Maryi Panny Wspomożycielki Wiernych w Jaroszowcu
Dekanat jaroszowiecki – dekanat diecezji sosnowieckiej, należący od 1992 do archidiecezji częstochowskiej. Patronem dekanatu jest Najświętsza Maryja Panna Wspomożenia Wiernych.

## Parafie
Do dekanatu należą parafie:
1. Chechło – Parafia Narodzenia Najświętszej Maryi Panny
2. Cieślin – Parafia Świętego Stanisława Biskupa Męczennika
3. Jaroszowiec – Parafia NMP Wspomożenia Wiernych (Sanktuarium Maryjne)
4. Klucze – Parafia Najświętszej Maryi Panny Nieustającej Pomocy
5. Kwaśniów – Parafia Najświętszego Serca Pana Jezusa
6. Rodaki – Parafia MB Częstochowskiej i św. Marka Ewangelisty